# Table des caractères Unicode/UAA80
Cette page contient des caractères spéciaux ou non latins. S’ils s’affichent mal (▯, ?, etc.), consultez la page d’aide Unicode.
Table des caractères Unicode U+AA80 à U+AADF.

## Taï viêt
Consonnes, voyelles (diacritiques, indépendantes ou préposées), marques de ton (indépendantes ou diacritiques), et symboles (mots ligaturés, marque de répétition ou de ponctuation) pour l’alphabet taï viêt.

### Table des caractères
| en fr  | 0 | 1 | 2 | 3 | 4 | 5  | 6  | 7 | 8 | 9  | A | B  | C  | D | E | F |
| ------ | - | - | - | - | - | -- | -- | - | - | -- | - | -- | -- | - | - | - |
| U+AA80 | ꪀ | ꪁ | ꪂ | ꪃ | ꪄ | ꪅ  | ꪆ  | ꪇ | ꪈ | ꪉ  | ꪊ | ꪋ  | ꪌ  | ꪍ | ꪎ | ꪏ |
| U+AA90 | ꪐ | ꪑ | ꪒ | ꪓ | ꪔ | ꪕ  | ꪖ  | ꪗ | ꪘ | ꪙ  | ꪚ | ꪛ  | ꪜ  | ꪝ | ꪞ | ꪟ |
| U+AAA0 | ꪠ | ꪡ | ꪢ | ꪣ | ꪤ | ꪥ  | ꪦ  | ꪧ | ꪨ | ꪩ  | ꪪ | ꪫ  | ꪬ  | ꪭ | ꪮ | ꪯ |
| U+AAB0 | ꪀꪰ | ꪱ | ꪀꪲ | ꪀꪳ | ꪀꪴ | ꪵꪀ | ꪶꪀ | ꪀꪷ | ꪀꪸ | ꪹꪀ | ꪺ | ꪻꪀ | ꪼꪀ | ꪽ | ꪀꪾ | ꪀ꪿ |
| U+AAC0 | ꫀ | ꪀ꫁ | ꫂ |   |   |    |    |   |   |    |   |    |    |   |   |   |
| U+AAD0 |   |   |   |   |   |    |    |   |   |    |   | ꫛ  | ꫜ  | ꫝ | ꫞ | ꫟ |